# Maurienne-dalen
Maurienne-dalen (fransk: Vallée de la Maurienne) er en 120 km lang dal langs Arc-floden i hjertet af de franske alper i Savoie-departementet (Auvergne-Rhône-Alpes regionen) i Frankrig.
Maurienne-dalen er en af de store tværgående dale i Alperne. Dalen begynder ved landsbyen Écot i kommunen Bonneval-sur-Arc, ved foden af bjergpasset Col de l'Iseran, og slutter ved sammenløbet af floderne Arc og Isère i kommunen Aiton mellem byerne Albertville og Chambèry. Bjergene på den sydlige side af Maurienne-dalen udgøres af Dauphiné Alperne og De cottiske Alper.
På den nordlige side er dalen en del af De grajiske Alper kendt som Vanoise. Hovedbyen i dalen, Saint-Jean-de-Maurienne, ligger ved sammenløbet mellem Arc og Arvan-floden. Floden Arc'en har formet dalen siden den sidste istid og løber fortsat i dalen.

## Lokaliteter i dalen
En del af hovedvejen og jernbanen mellem Lyon i Frankrig og Torino i Italien går gennem dalen. Autoroute A43 og en jernbanestrækning går ind i dalen ved Aiton og ud fra dalen ved byen Modane mod Italien gennem Fréjustunnellerne, som begge ender ud ved byen Bardonecchia i Italien.
Naturreservatet Nationalpark Vanoise ligger mellem Maurienne-dalen og Tarentaise-dalen.
På grund af flere vandkraftværker i dalen, var der tidligere tung industri med stort behov for elektricitet. Det var blandt andet stålindustri, aluminiumsproduktion, metalfremstilling i form af legeringer samt elektrokemiske anlæg. Denne form for aktivitet og beskæftigelse er faldet meget. Landbrug tager form af ostefremstilling og mejeriprodukter. Sommerturisme har fået stor betydning for dalens bysamfund, hvor motionscyklister har adgang til nogle af Frankrigs største bjergpas.
Mellem 1. oktober og 27. oktober 2017 blev der registreret 262 mindre jordskælv i dalen.
I dalen findes flere vintersportssteder. Det er blandt andet:
- Valloire
- Valmeiner[13]
- La Toussuire[14]
- Les Sybelles[15]
- Orelle[16]
- Bonneval sur-Arc[17]
- Val Cenis[18]
- Valfréjus.[19]

## Bjergpas i dalen
I dalen går der vej over blandt andet de følgende bjergpas:
- Col de l'Iseran mod Val d'Isere i Tarentaise-dalen[20]

- Col du Mont-Cenis mod Susa-dalen i Italien[21]

- Col du Télégraphe[22] og Col du Galibier[23] mod Col du Lautaret i Romanche-dalen, som giver adgang i forskellige retninger mod Grenoble eller Briançon

- Col de la Croix-de-Fer[24] til Romanche-dalen
- Col du Glandon[25] til Romanche-dalen

- Col de la Madeleine mod Tarentaise-dalen[26]

- Col du Grand Cucheron[27] mod Grésivaudan-dalen.

- Col du Chaussy[28] der ender i samme dal (Maurienne)

- Col du Mollard[29] der efter passets højeste punkt ender i samme hoveddal ved vejen til passet Col de la Croix-de-Fer.[30]

## Galleri
- Højeste bjerg i dalen - Grand Casse (3.855[31] m.o.h.)
- Tog og vej gennem Maurienne-dalen henover floden Arc
- Col du Galibier (2.645[32] m.o.h.)
- Col du Madeleine (1.993[33] m.o.h.)
- Col de la Croix-de-Fer (2.067[34] m.o.h.)
- Arc-floden i Modane

## Sidedale
Der er flere sidedale i Maurienne-dalen. De benævnes bl.a. 
- Vallée des Villard (også kaldet Vallée du Glandon) går fra byen La Chambre mod syd.[35]
- Vallée du Bugeon går fra byen La Chambre mod nord.[36]
- Vallée de l'Arvan går fra byen Saint-Jean-de-Maurienne mod passet Col de la Croix-de-Fer.[37]
- Vallée du Ribon ved byen Bessans.[38]

## Bifloder og vandløb
Blandt bifloder og vandløb, der løber ind i Arc i dalen er blandt andet:
- Doron de Termignon, der løber ind i Arc ved byen Termignon.[39][40]
- La Valloirette, der løber ind i Arc ved Saint-Michel-de-Maurienne.[41][42]
- Arvan, der løber ind i Arc ved Saint-Jean-de-Maurienne.[43][44]
- Le Glandon, der løber ind i Arc ved La Chambre.[45][46]